# Coram Lethe
Coram Lethe ist eine italienische Technical-Death-Metal-Band aus Certaldo, die im Jahr 1999 gegründet wurde.

## Geschichte
Die Band wurde im Jahr 1999 gegründet. Im Jahr 2000 veröffentlichte die Band das Debütalbum Reminiscence in Eigenproduktion. Im Jahr 2004 produzierte dieselbe Besetzung das Album The Gates of Oblivion zusammen mit Rising Realm / Crash Music. Im Jahr 2007 verließ Sänger Mirco Borghini die Band und wurde durch Sängerin Erica Puddu ersetzt. Im Jahr 2009 nahm die Band mit dieser neuen Besetzung das Album … A Splending Chaos auf, das im selben Jahr bei Punishment 18 Records veröffentlicht wurde. Im Jahr 2010 kam mit Claudio „Clode“ Passeri (Ex-Gory Blister) wieder ein neuer Sänger zur Band. Es folgten Auftritte in ganz Italien. Die Band spielte auf diversen Festivals wie dem Total Metal Festival, dem S-Hammer-Festival und dem Gods of Metal. Coram Lethe spielte dabei mit Bands wie Dark Funeral, Rage, Dismember, Entombed, Deicide und Cynic. Danach arbeitete die Band an Material für ein neues Album, das im Jahr 2011 erscheinen soll.

## Stil
Die Band spielt melodischen, komplexen, technisch anspruchsvollen Death Metal. Die Musik der Band wird dabei als eine Mischung von At the Gates, Death und Morbid Angel beschrieben. Das Tempo der Lieder ist variabel und es wird auch vereinzelt auf das Einstreuen von jazzigen Passagen zurückgegriffen.

## Diskografie
- 2000: Reminiscence (Album, Eigenproduktion)
- 2003: Promo 2003 (Demo, Eigenveröffentlichung)
- 2005: The Gates of Oblivion (Album, Rising Realm / Crash Music)
- 2009: …A Splendid Chaos (Album, Punishment 18 Records)
- 2012: Heterodox (Album, Buil2Kill Records)
- 2018: In Absence (Album, Buil2Kill Records)